# 三鹿集団
三鹿集団（サンルーしゅうだん）は、中国河北省に位置する、中国の石家庄三鹿有限公司とニュージーランド生活協同組合フォンテラとの合弁会社である。粉ミルクを中心とした乳製品の製造を行っていた。同社の粉ミルクの中国国内における市場占有率は18パーセントで、15年連続首位を記録した。2008年12月24日、破産の法律的手続きに入ったと発表された。